# 名の無い色
名の無い色は僕道1号のデビューシングルである。

## 収録曲
1. 名の無い色
  - 作詞：宮田啓司／作曲：岸本昴太郎／編曲：河合英嗣
2. 大切だって
  - 作詞・作曲：宮田啓司／編曲：長内悟
3. 名の無い色 (Instrumental)
4. 大切だって (Instrumental)

## タイアップ
1. 名の無い色
フジテレビ系列「めざましどようび」テーマソング（2006年4月 - 2006年6月）。

出身地である熊本市内では積極的な広告展開がなされ、TKU(テレビ熊本)のローカル番組にも多く出演していた。